# Селце при Шпехарјих
Селце при Шпехарјих (словен. Selce pri Špeharjih) је насељено место у општини Чрномељ, регија Југоисточна Словенија, Словенија.

## Историја
До територијалне реорганизације у Словенији били су у саставу старе општине Чрномељ. Селце при Шпехарјих постоји као самостално насеље од 2000. године. Настао је издвајањем дијела из насеља Брег код Сињем Врху.

## Становништво
У попису становништва из 2011. године, Селце при Шпехарјих је имало 5 становника.
| Број становника према пописима | Број становника према пописима |
| ------------------------------ | ------------------------------ |
| 2002                           | 2011                           |
| 6                              | 5                              |

Напомена: До 1952. постојало као самостално насеље када је припојено насељу Брег при Сињем Врху. Од 2000. године поново успостављено као самостално насеље издвајањем дела из насеља Брег при Сињем Врху.